# Paulus Utsi
Paulus Utsi, född 1918 i Ivgumuotki/Lyngseidet i Troms i Norge, död 1975 i Porjus i Sverige, var en samisk poet och slöjdare. 
Paulus Utsi skrev på nordsamiska. Hans familj bodde i Norge sommartid och flyttade vintertid till trakter nära den svensk-finska gränsen i Karesuando. När han var barn drabbades familjen av tvångsförflyttningen av Karesuandosamer, som innebar att man tvingades flytta långt söderut till nya renbetesmarker i trakterna av Jokkmokk som en följd av unionsupplösningen mellan Sverige och Norge. Som vuxen och bosatt vid Stora Lulevattens källflöden fick han flera gånger flytta, då nya vattenmagasin byggdes för att kunna utnyttja Lule älvs vattenkraft. Flera av hans dikter ger uttryck för det samiska folkets kamp och vanmakt; andra handlar om kärlek till naturen och till renen.

## Verk
Den enda bok med Paulus Utsis poesi som publicerades under hans livstid är diktboken Giela giela från 1974. Hans andra bok med dikter, Giela gielain, utkom postumt 1980, fem år efter författarens död. År 1992 utkom en samling genom Nils-Aslak Valkeapääs försorg, Don čanat mu alccesat. År 2000 kom samlingsboken Följ stigen : texter 1941-1974. Den norrbottniska musikgruppen Norrlåtar har spelat in en översatt och tonsatt dikt av honom, Strandlös strand.